# خلیج اوساکا
خلیج اوساکا (به ژاپنی: (大阪湾 Ōsaka-wan) یک خلیج در ژاپن است که در قسمت شرقی دریای داخلی ستو واقع شده است و از اقیانوس آرام توسط کانال کی مجزا شده است. 